# Joost van Bennekom
Joost van Bennekom (Hengelo, 18 januari 1981) is een Nederlandse atleet uit Enschede, die zich heeft ontwikkeld tot een vooraanstaande meerkamper op nationaal niveau. Hij werd in 2004 voor de eerste maal Nederlands kampioen op de tienkamp met 7401 punten. Daarnaast maakt hij vooral ook naam op het onderdeel verspringen.

## Biografie
Op 1 juli 2007 werd Van Bennekom Nederlands kampioen verspringen. De spannende strijd werd pas in de laatste ronde beslist. Met 7,15 m en nog één sprong te gaan ging hij aan de leiding, totdat Pelle Rietveld in zijn laatste poging de leiding overnam met een sprong van 7,27. Bennekom besliste de finale op zijn beurt door 7,28 te springen.
Een week later had Van Bennekom een groot aandeel in het behalen van de bronzen medaille tijdens de wedstrijd om de Europa Cup meerkamp in Tallinn. Samen met Eugène Martineau, Chiel Warners en Rory van Noort veroverde de Nederlandse mannenploeg in de Superliga een zeldzame podiumplaats. Even zeldzaam was het feit dat alle vier ruimschoots boven de 7000 punten scoorden. Joost van Bennekom was daarbij met zijn PR-totaal van 7713 punten, bijna 100 punten meer dan zijn vorige record, de op een na beste Nederlander.
In 2008 ging Van Bennekom voortvarend van start door in februari in korte tijd bij indoorwedstrijden tweemaal een zevenkamp af te werken. Allereerst was hij present op het Nederlands indoorkampioenschap meerkamp in Gent, waar hij achter winnaar Eelco Sintnicolaas de tweede plaats veroverde. Vooral op de eerste dag maakte hij indruk, met name bij het verspringen en het kogelstoten, met dikke persoonlijke records op beide nummers. Twee weken later was hij alweer present bij de internationale Revals Hotel Cup 2008 meerkampwedstrijden in Tallinn, waar Van Bennekom op de eerste dag ten opzichte van Gent alleen bij het kogelstoten wat liet liggen (13,86 om 15,26), maar op de tweede dag bij het polsstokhoogspringen met een PR van 4,65 m aanzienlijk beter scoorde, waardoor hij uiteindelijk op een PR-score van 5723 punten uitkwam. Hij werd er in wedstrijd negende mee, maar werkte zich op de nationale ranglijst aller tijden op naar de zevende plaats, vlak achter international Eugène Martineau (5766 punten).
Joost van Bennekom is afgestudeerd chemisch technoloog en vader van twee dochters en een zoon. Hij is lid van atletiekvereniging AC TION.

## Nederlandse kampioenschappen
Outdoor
| Onderdeel   | Jaar |
| ----------- | ---- |
| tienkamp    | 2004 |
| verspringen | 2007 |

Indoor
| Onderdeel   | Jaar |
| ----------- | ---- |
| verspringen | 2010 |

## Persoonlijke records
Outdoor
| Onderdeel            | Prestatie | Datum            | Plaats    |
| -------------------- | --------- | ---------------- | --------- |
| 100 m                | 10,81     | 3 juli 2004      | Hengelo   |
| 400 m                | 48,88     | 7 juli 2007      | Tallinn   |
| 1500 m               | 4.46,03   | 26 augustus 2007 | Woerden   |
| 110 m horden         | 14,64     | 27 april 2008    | Drachten  |
| verspringen          | 7,65      | 6 juni 2010      | Sittard   |
| hoogspringen         | 2,11      | 19 juni 2004     | Bydgoszcz |
| polsstokhoogspringen | 4,70      | 23 juni 2005     | Hengelo   |
| kogelstoten          | 14,33     | 14 april 2008    | Gildehaus |
| discuswerpen         | 40,37     | 8 juni 2007      | Utrecht   |
| speerwerpen          | 57,43     | 2 juli 2006      | Jalta     |
| tienkamp             | 7760      | 22 juli 2007     | Hexham    |

Indoor
| Onderdeel            | Prestatie | Datum               | Plaats           |
| -------------------- | --------- | ------------------- | ---------------- |
| 60 m                 | 7,05      | 2 februari 2008     | Gent             |
| 1000 m               | 2.50,89   | 3 februari 2008     | Gent             |
| 60 m horden          | 8,27      | 16 februari 2008    | Tallinn          |
| verspringen          | 7,46      | 13 februari 2011    | Apeldoorn        |
| hoogspringen         | 2,05      | 5 februari 2005     | Clermont-Ferrand |
| polsstokhoogspringen | 4,65      | 16 februari 2008    | Tallinn          |
| kogelstoten          | 15,26     | 2 februari 2008     | Gent             |
| zevenkamp            | 5723      | 15/16 februari 2008 | Tallinn          |

- World Athletics: 14214482
- International Standard Name Identifier: 0000 0003 9344 8957
- Nederlandse Thesaurus van Auteursnamen: 327291826
- Virtual International Authority File: 287710347